# Овхадов, Муса Рукманович
Муса Рукманович Овхадов (чечен. Овхьадан Рукъмани ВоӀ Муса; 30 сентября 1949, Алма-Ата, КазССР, СССР) — чеченский лингвист, доктор филологических наук, профессор, член-корреспондент Академии наук Чеченской Республики, заслуженный деятель науки Чеченской Республики, Почётный работник высшего образования Российской Федерации.  Признан профессором года по Северо-Кавказскому федеральному округу (2018).

## Биография

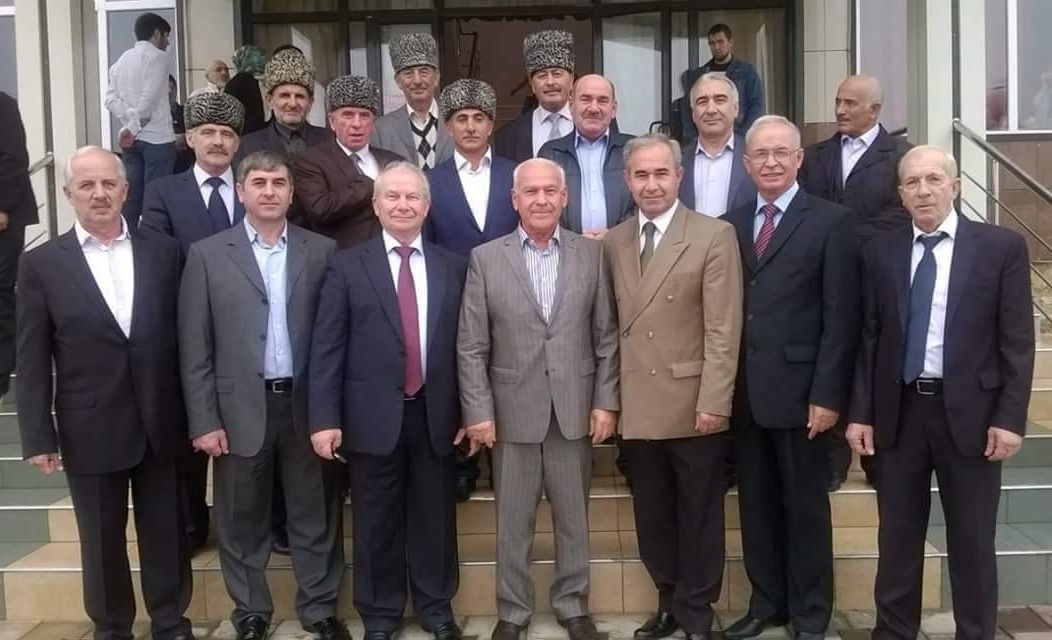
Муса Овхадов на встрече представителей тайпа Гендарганой

Муса Овхадов родился 30 сентября 1949 года в городе Алма-Ата Казахской ССР. Тогда все чеченцы были депортированы. В восьмилетнем возрасте поступил в первый класс средней школы № 13 города Алматы. Спустя пару лет семья Овхадовых вернулась из Казахстана в Урус-Мартановский район Чечено-Ингушской Республики. Там Муса продолжил учёбу в средней школе № 1 города Урус-Мартан, которую окончил в 1967 году. В 1972 году окончил филологический факультет Чечено-Ингушского государственного университета. После окончания вуза был оставлен на преподавательской работе.
В 1973—1974 годах прошёл службу в рядах Вооружённых силах СССР в Германской Демократической Республике. После армии окончил очную аспирантуру. Затем, в 1983 году защитил кандидатскую диссертацию на тему «Исследование процесса трансформации триглоссии в условиях развития чеченско-русского двуязычия» по специальности 10.02.19 — Общее языкознание в Тбилисском государственном университете.
В 1990–2000 годах занимал должность руководителя Регионального Центра повышения квалификации руководящих работников при Чечено-Ингушском государственном университете, а также был проректором по учебной работе — первый проректор Чечено-Ингушского, а позднее Чеченского госуниверситета.
С 2000 года заведующий кафедрой общего языкознания Чеченского государственного университета. В мае 2001 года Муса Овхадов защитил докторскую диссертацию на тему «Социально-лингвистический анализ развития чеченско-русского двуязычия» по специальности 10.02.19 — Теория языка в Московском государственном лингвистическом университете.
20 февраля 2002 года был утверждён в учёном звании профессора. Сразу после этого стал членом-корреспондентом Академии наук Чеченской Республики.
Декан филологического факультета Чеченского государственного университета с марта 2007 года. Первым из чеченцев удостоен Национальной премии «Профессор года» по Северо-Кавказскому федеральному округу (2018). Под руководством Мусы Овхадова защищено и утверждено 13 диссертаций кандидатов наук.
Состоит в Общественном совете Министерства образования и науки Чеченской Республики, в составе которого в 2019 году принял участие в совершенствовании орфографии чеченского языка. Кроме того, входит в комиссию по помилованию на территории Чеченской Республики.
В ноябре 2022 года был назначен директором института чеченского языка.

## Подготовка кандидатов наук

### Список кандидатов наук, подготовленных под руководством Мусы Овхадова[10]
| №   | Фамилия, имя, отчество        | Место     | Вуз  | Дата |
| --- | ----------------------------- | --------- | ---- | ---- |
| 1.  | Юсупова Светлана Сайд-Алиевна | Грозный   | ЧГУ  | 2007 |
| 2.  | Яхъяева Аза Абдулвахидовна    | Грозный   | ЧГУ  | 2007 |
| 3.  | Зубайраева Марина Увайсовна   | Махачкала | ДГПУ | 2008 |
| 4.  | Алдиева Марина Шахидовна      | Махачкала | ДГПУ | 2009 |
| 5.  | Бахаева Лейла Мухарбековна    | Грозный   | ЧГУ  | 2009 |
| 6.  | Манцаева Айна Новрдиевна      | Грозный   | ЧГУ  | 2009 |
| 7.  | Исраилова Луиза Юнусовна.     | Грозный   | ЧГУ  | 2010 |
| 8.  | Абуева Милана Саид-Салимовна  | Грозный   | ЧГУ  | 2011 |
| 9.  | Шамилёва Разета Дадуевна      | Грозный   | ЧГУ  | 2011 |
| 10. | Алхастова Таита Султановна    | Махачкала | ДГПУ | 2012 |
| 11. | Сельмурзаева Хеди Рамзановна  | Махачкала | ДГПУ | 2012 |
| 12. | Абдулазимова Тоита Хизировна  | Махачкала | ДГПУ | 2012 |
| 13. | Идразова Элина Сайд-Ахмадовна | Махачкала | ДГПУ | 2016 |

## Награды
- Грамота Министерства образования и науки РФ, Президента, Правительства и Парламента Чеченской Республики[4];
- Медаль Лермонтова М. Ю. «За восстановление мира и согласия на Северном Кавказе»[4];
- Медаль «За профессиональную честь» региональной организации «Интеллектуальный центр Чеченской Республики»[4];
- Заслуженный деятель науки Чеченской Республики (2006)[4];
- Профессор года по Северо-Кавказскому федеральному округу (2018)[8];
- Медаль «Академик Петр Захаров»[1];
- Почётный знак «За трудовое отличие» (2013)[11].

## Научные труды
«Муса Овхадов внес огромный вклад в образование и науку республики. Ученый-лингвист многое сделал для общеобразовательных школ и высших учебных заведений республики. Муса Рукманович – автор свыше 100 публикаций, в том числе нескольких монографий по проблемам общего и чеченского языкознания. Им подготовлены 13 кандидатов наук.»
Муса Овхадов является автором свыше 180 научных работ, в числе которых несколько монографий. Основная область научных интересов: социальная лингвистика; лексикология, диалектология чеченского языка.
Список основных научных работ Мусы Овхадова: 
- Овхадов. М. Р. Социолингвистический анализ развития чеченско-русского двуязычия. — Назрань: Пилигрим, 1990. — 203 с. — ISBN 978-5-98993-033-3.
- Этимологический словарь чеченского языка : этимол. слов. / Сост. А. Д. Вагапов, науч. ред. М. Р. Овхадов. — ЧГУ. — Тбилиси : Меридиани, 2011. — 734 с. — ISBN 978-9941-10-439-8.
- Овхадов. М. Р. Исследование процесса трансформации триглоссии в условиях развития чеченско-русского двуязычия. — Тбилиси, 1983. — 176 с.
- Овхадов. М. Р. Национально-языковая политика и развитие чеченско-русского двуязычия. — Московский пед. гос. университет, 2000. — 244 с.
- Овхадов. М. Р. Системность в изучении диалектов (на материале орстхойского диалекта чеченского языка). Статья. СОГУ. В кн.: Системность в учебно-воспитательном процессе. Орджоникидзе, 1979. 1,0 п.л.
- Овхадов. М. Р. Трансформация триглоссии в условиях развития чеченско-русского двуязычия. Статья. ИНИОН АН СССР, 3 февраля, №6810-81, М., 1981. 0,6 п.л.
- Овхадов. М. Р. К характеристике речи двуязычных чеченцев. Статья. ЧИНИИ истории, языка и литературы. В кн.: Вопросы лексики и словообразования вайнахских языков. Грозный, 1987. 0,8 п.л.
- Овхадов. М. Р. О характере расхождений глагольных форм прошедшего времени в орстхойском говоре и литературной форме чеченского языка.Тезисы доклада. КЧГПИ. Тезисы 12 региональной научной сессии «Отглагольные образования в иберийско-кавказских языках». Черкесск-Карачаевск, 1988. 0,1 п.л.
- Овхадов. М. Р. О характеристике речи двуязычных чеченцев. Статья. ЧИНИИ истории, языка и литературы. В кн.: Вопросы лексики и словообразования вайнахских языков. Грозный, 1987. 0,8 п.л.
- Овхадов. М. Р. Языковая политика в условиях становления национальной государственности как фактор развития чеченского языка. Тезисы доклада. ЧГУ. Тезисы региональной конференции. Грозный, 1997. 0,2 п.л.
- Овхадов. М. Р. Уровень грамотности чеченского народа (по данным Всесоюзных переписей населения). Тезисы доклада. ЧГУ. Тезисы региональной конференции «Мир, согласие и сотрудничество». Грозный, 1998. 0,2 п.л.